# Eugnosta dives
Eugnosta dives es una especie de polilla de la tribu Cochylini, familia Tortricidae. Fue descrita científicamente por Butler en 1878.
Los adultos son blancos brillantes, las alas anteriores con diminutas manchitas negras; amarillo pálidas a lo largo de la costa con una banda irregular amarillenta pálida. Las alas posteriores son castañas con un tono bronceado.

## Distribución
Se encuentra en China, Mongolia, Rusia y Japón.